# یون آنکر یوهانسون
یون آنکر یوهانسون (نروژی: John Anker Johansen; ۱۸ مارس ۱۸۹۴ – ۱۴ دسامبر ۱۹۸۶) ژیمناست هنری اهل نروژ بود.